# Jankov (okres České Budějovice)
Jankov je obec ležící v okrese České Budějovice, kraj Jihočeský, při severním úpatí pohoří Blanský les zhruba 13 km západně od Českých Budějovic. Žije zde 390 obyvatel.

## Místní části

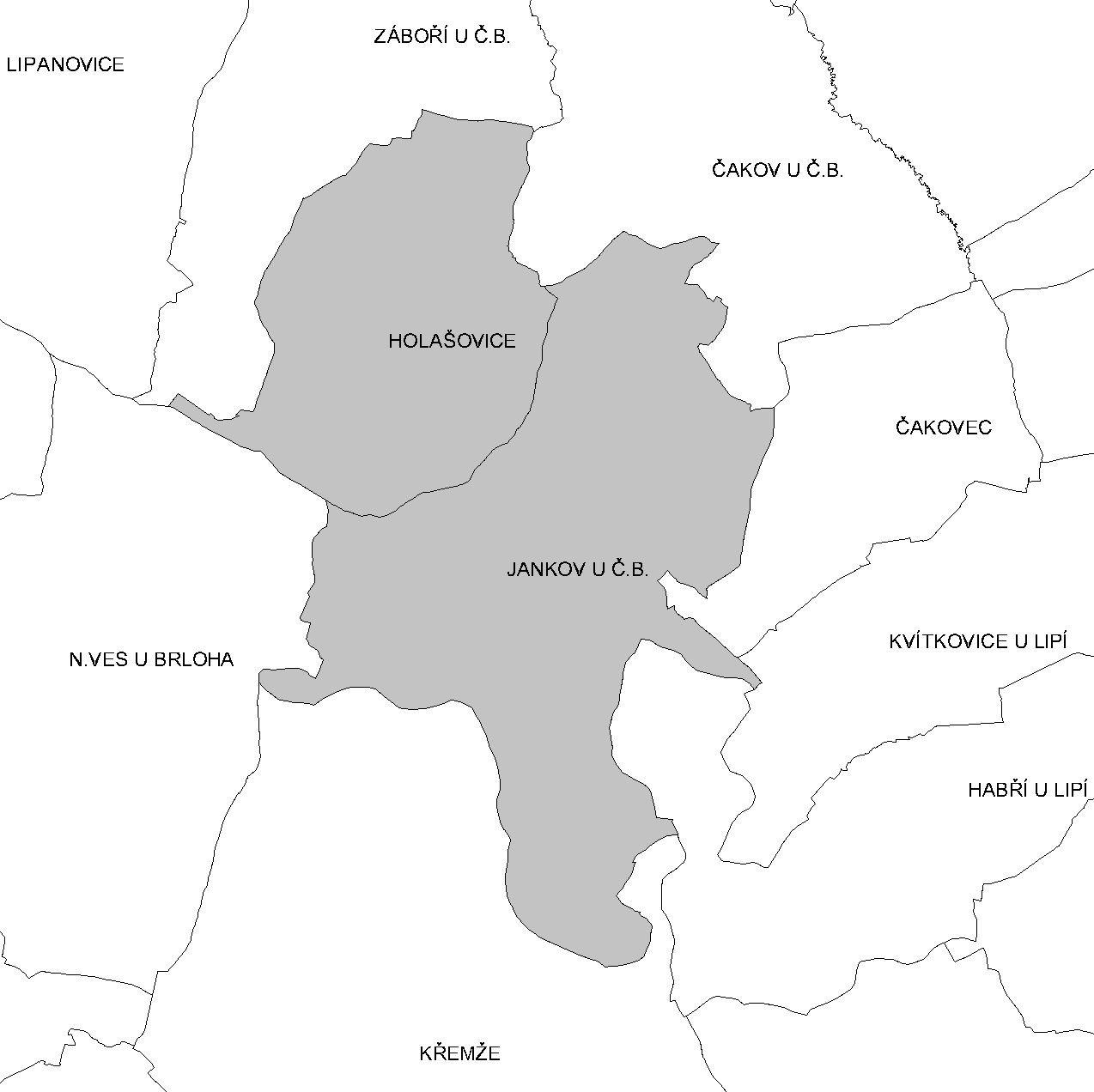
Katastrální území Jankova

Obec Jankov se skládá ze dvou částí na dvou katastrálních územích:
- Jankov (k. ú. Jankov u Českých Budějovic)
- Holašovice (i název k. ú.) – vesnice zapsaná na seznamu UNESCO

## Historie
První písemná zmínka o vsi (Jankow) se nachází v Rožmberském urbáři z roku 1379. Po zrušení poddanství k schwarzenberskému panství Český Krumlov náležela ves od roku 1850 do roku 1956 k obci Čakov, počínaje 1. lednem 1957 je samostatnou obcí. Naopak v období 14. června 1964 až 23. listopadu 1990 spadaly pod Jankov i Čakov, Čakovec a Holubovská Bašta.
Místní část Holašovice byla přičleněna od obce Záboří ke dni 14. června 1964. Obě části nynější obce měly až do poloviny 20. století zcela rozdílné národnostní složení - Jankov byl vsí zcela českou, zatímco čistě německé Holašovice představovaly část německojazyčného ostrůvku kolem Záboří a Strýčic.

## Pamětihodnosti
- Kaple sv. Víta na návsi, datovaná 1882
- Výklenková kaplička, s vročením 1899
- Zbytek mohylového pohřebiště na kraji lesa asi 3/4 km jihozápadně od centra vsi (dochovány dvě mohyly). V roce 1927 byl poblíž nalezen depot bronzových předmětů z období knovízské kultury (13. až 10. století př. n. l.)

## Další fotografie

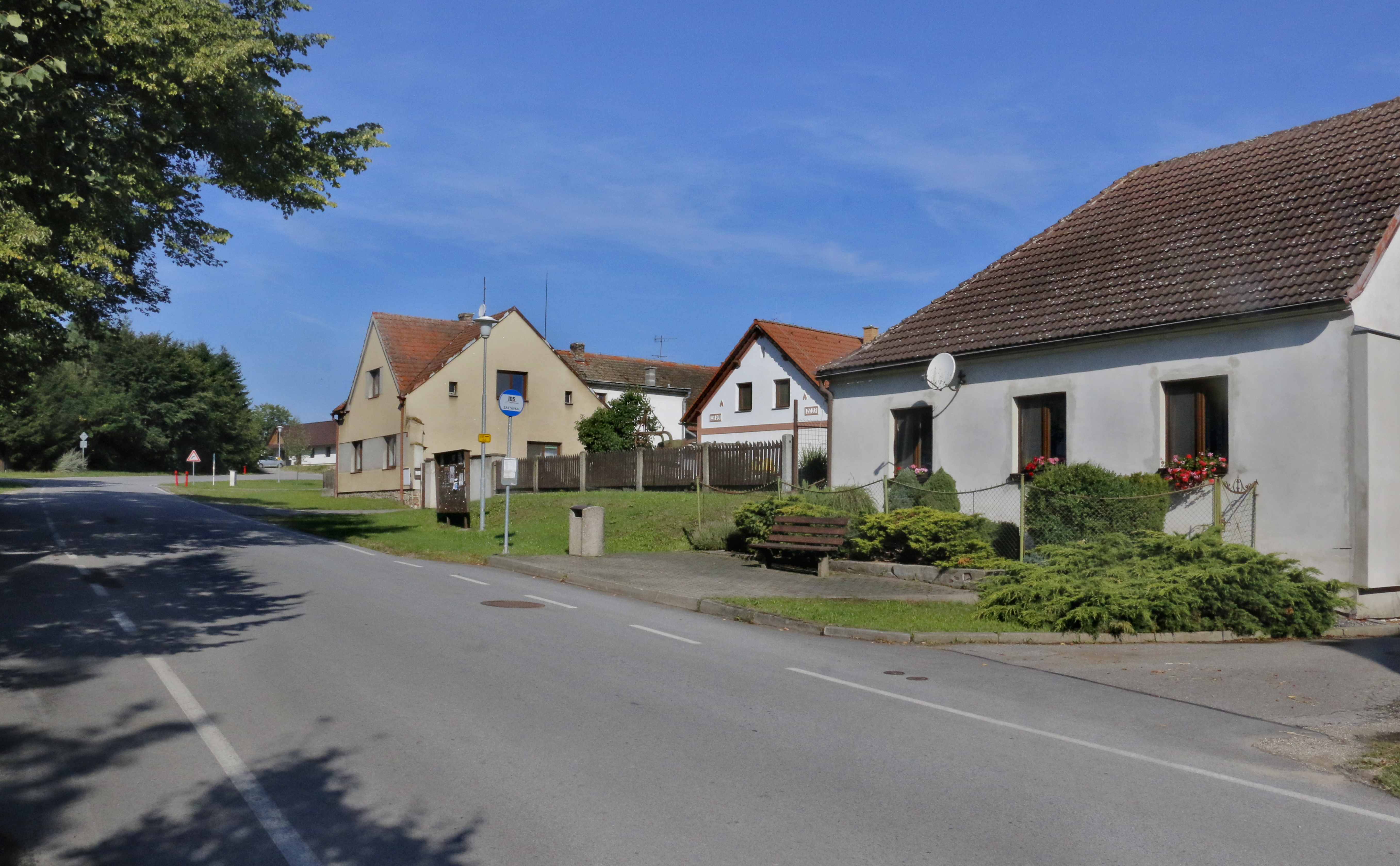
Náves
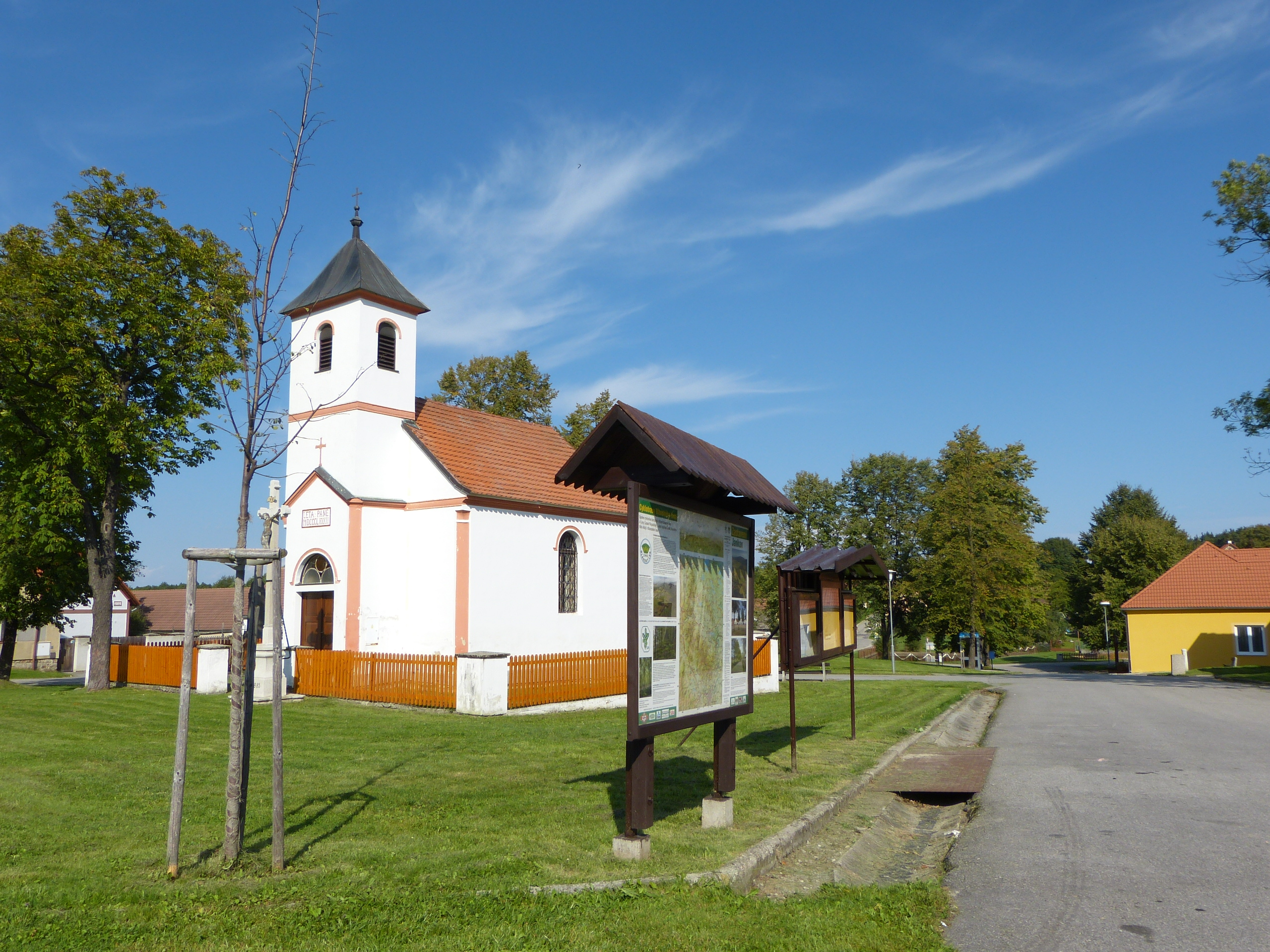
Kaple sv. Víta
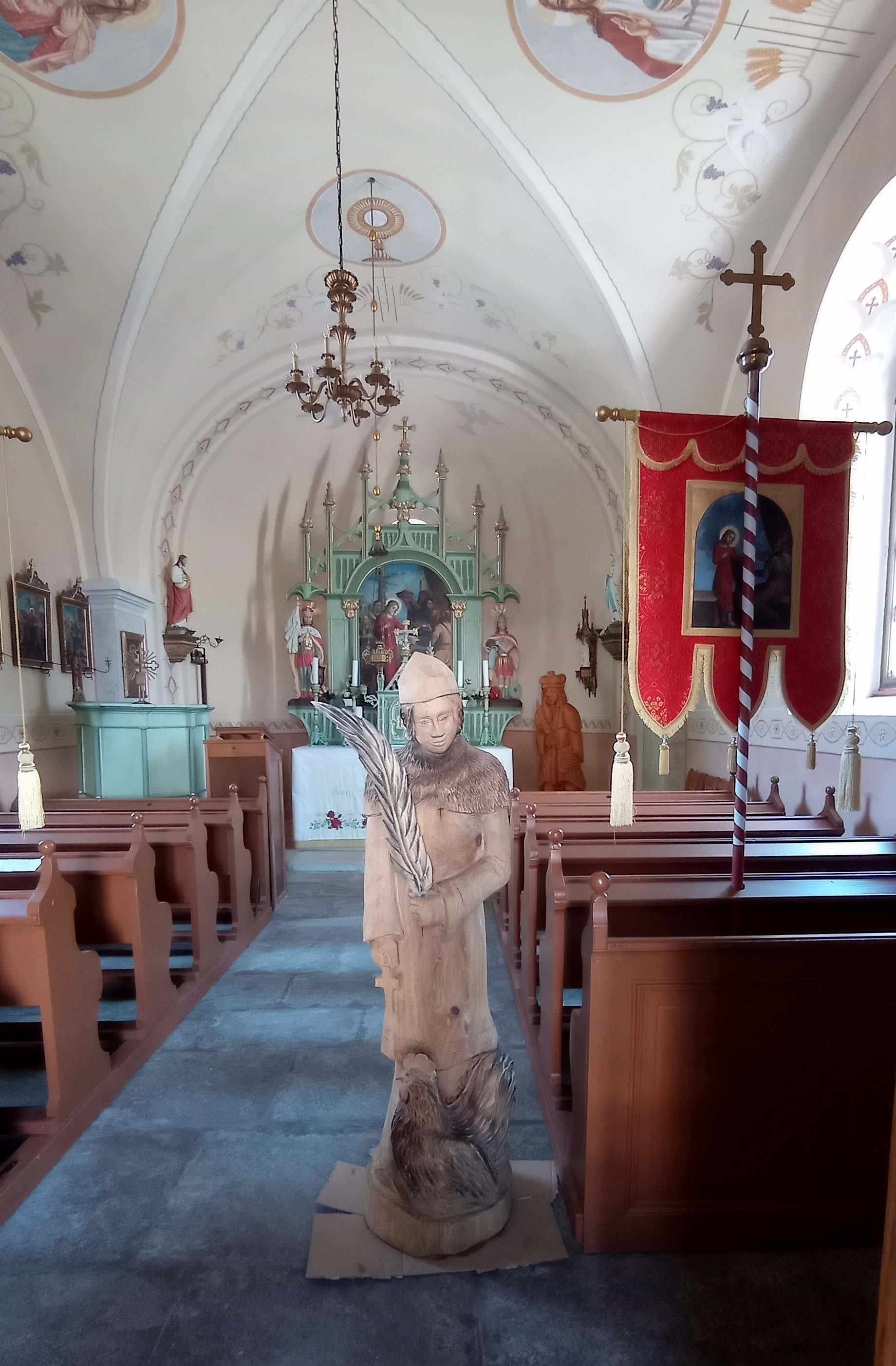
Interiér kaple
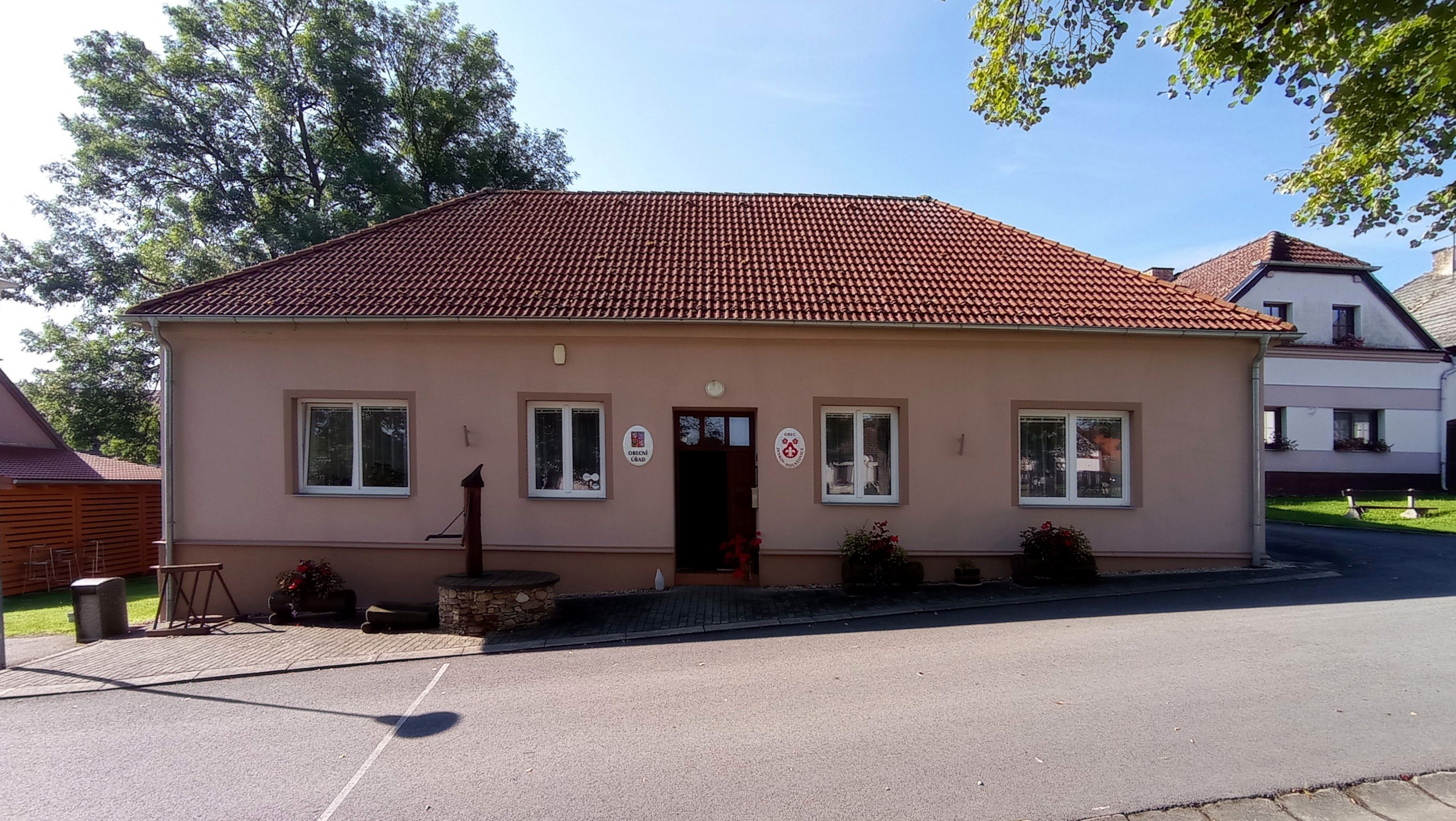
Silnice k Čakovu
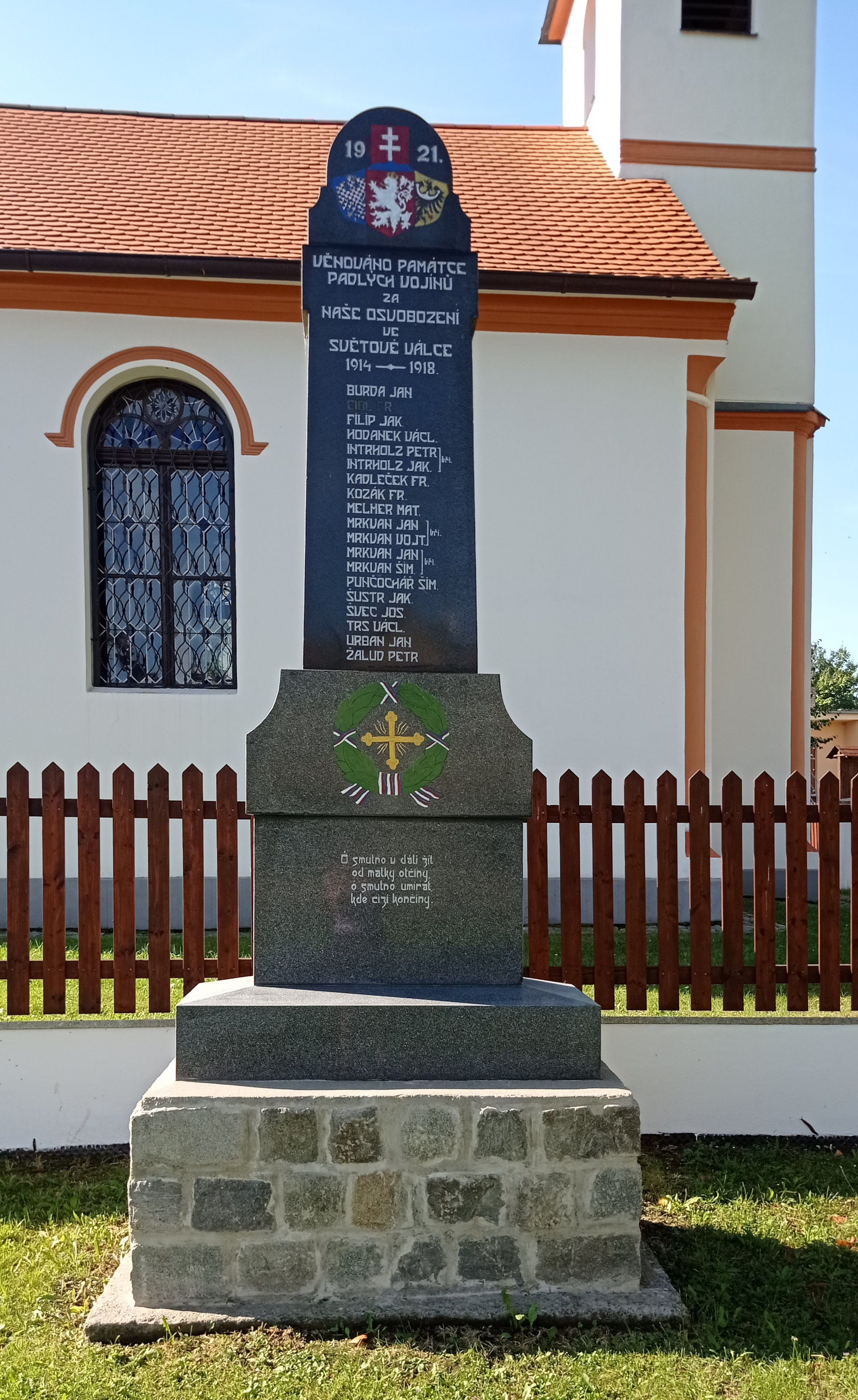
Pomník obětem 1. světové války
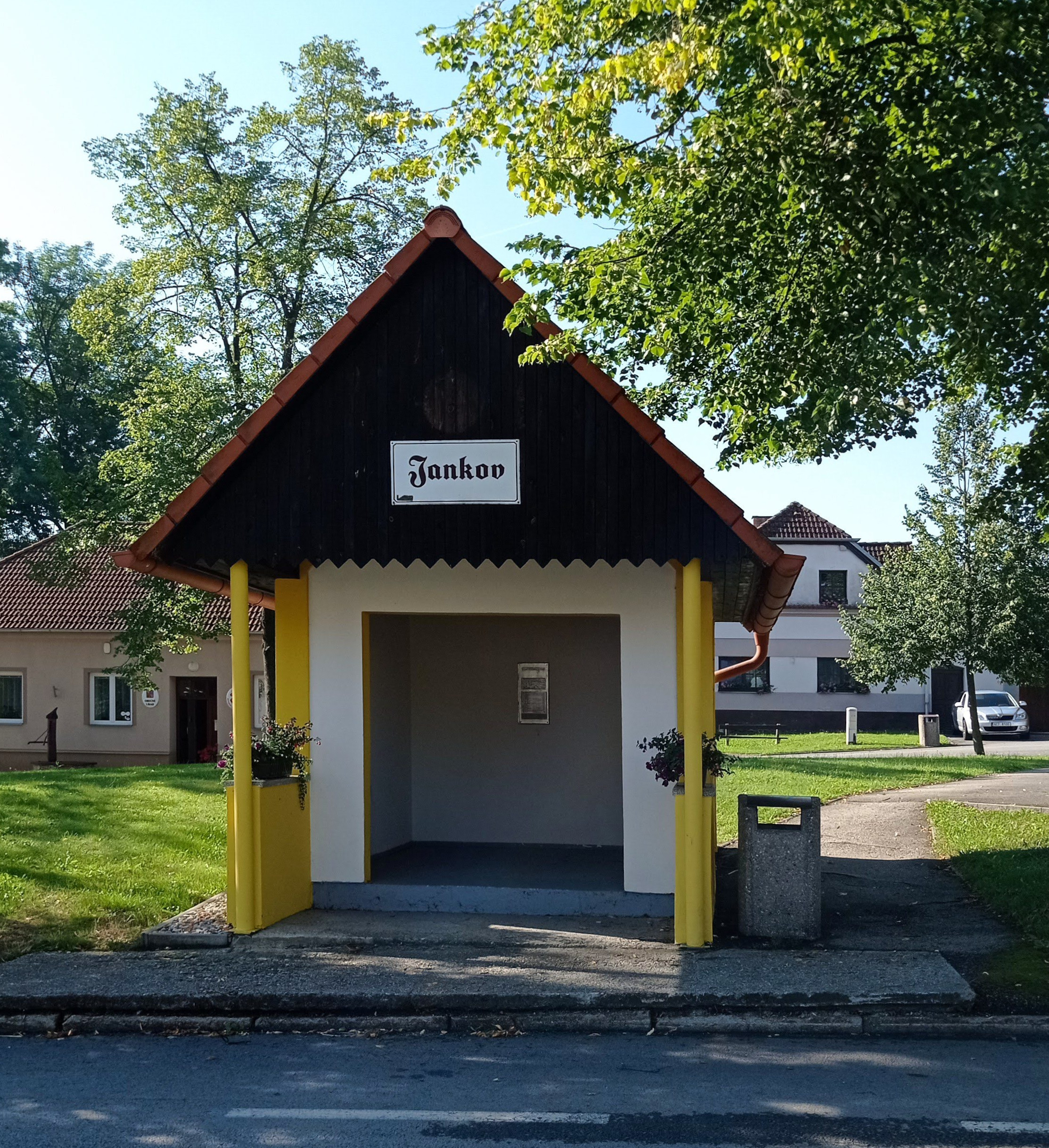
Autobusová zastávka